# عباس فارس
عباس فارس (عربی: عباس فارس؛ ‏۲۲ آوریل ۱۹۰۲ – ۱۳ فوریهٔ ۱۹۷۸) بازیگر اهل مصر بود. او در بین سال‌های ۱۹۲۹ تا ۱۹۷۱ در ۲۶ فیلم به ایفای نقش پرداخته است. از فیلم‌های او می‌توان به در بادیه و بیابان اشاره کرد.